# Caunette-sur-Lauquet
Caunette-sur-Lauquet (okzitanisch: Cauneta de Lauquet) ist eine französische Gemeinde mit 11 Einwohnern (Stand: 1. Januar 2022) im Département Aude in der Region Okzitanien. Sie gehört zum Kanton La Région Limouxine im Arrondissement Limoux. Die Einwohner werden Caunettais genannt.

## Geographie
Caunette-sur-Lauquet liegt etwa 24 Kilometer südsüdöstlich von Carcassonne am Lauquet. Umgeben wird Caunette-sur-Lauquet von den Nachbargemeinden Clermont-sur-Lauquet im Norden, Lairière im Osten und Südosten, Bouisse und Villardebelle im Süden, Belcastel-et-Buc im Westen sowie Saint-Hilaire im Nordwesten.

## Bevölkerungsentwicklung
| Jahr                       | 1962 | 1968 | 1975 | 1982 | 1990 | 1999 | 2006 | 2019 |
| -------------------------- | ---- | ---- | ---- | ---- | ---- | ---- | ---- | ---- |
| Einwohner                  | 13   | 12   | 12   | 7    | 0    | 4    | 5    | 8    |
| Quellen: Cassini und INSEE |      |      |      |      |      |      |      |      |